# Christoffer Bogislaus Zibet

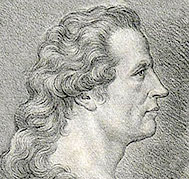
Christoffer Bogislaus Zibet

Christoffer Bogislaus Zibet (25 december 1740, Kvidinge prästgård - 16 mei 1809, Stockholm) was een Zweeds ambtsman en schrijver.
Zibet studeerde aan de universiteit van Lund. In 1762 werd hij persoonlijk secretaris van kroonprins Gustav en in 1766 koninklijk secretaris. Van 1773 tot 1786 was hij directeur van het koninklijk theater, gedurende welke periode hij het repertoire voornamelijk Frans-classicistisch maakte.
Zibet werd uitgenodigd in Pommeren om regeringsraad te worden, maar bleef in Stockholm. In 1790 werd hij lid van de Zweedse Academie, op zetel 10, als opvolger van Anders af Botin. In 1801 werd Zibet, na een verblijf van twee jaar in Skåne, hofkanselier. In 1805 werd hij verheven tot baron en lid van de regering. Na de revolutie van 1809 werd hij echter uit zijn ambt ontzet. Zibet stierf ongehuwd in 1809. Onder zijn literaire werken bevindt zich een epos over een eekhoorn en diens dood: Kurriaden (1765).